# بویان پرشرن
بویان پرشرن (انگلیسی: Bojan Prešern؛ زادهٔ ۴ اوت ۱۹۶۲) قایقران روئینگ اهل اسلوونی است.